# آدریانو باسو
آدریانو باسو (انگلیسی: Adriano Basso؛ زادهٔ ۱۸ آوریل ۱۹۷۵) بازیکن فوتبال اهل برزیل است.
از باشگاه‌هایی که در آن بازی کرده‌است می‌توان به باشگاه فوتبال ووکینگ، باشگاه فوتبال هال سیتی، باشگاه فوتبال اتلتیکو پارانائنزه، باشگاه فوتبال ولورهمپتون واندررز، باشگاه فوتبال بریستول سیتی، و باشگاه فوتبال سنت آلبنز سیتی اشاره کرد.